# Kasugengan Kidul
Kasugengan Kidul is een bestuurslaag in het regentschap Cirebon van de provincie West-Java, Indonesië. Kasugengan Kidul telt 6477 inwoners (volkstelling 2010).